# Aleksy Cieciszowski
Aleksy Cieciszowski herbu Kolumna – chorąży liwski.
Poseł ziemi liwskiej na sejm 1553 roku.